# キース・サーマン
キース・サーマン（Keith Thurman、1988年11月23日 - ）は、アメリカ合衆国のプロボクサー。フロリダ州クリアウォーター出身。元WBAスーパー・WBC世界ウェルター級統一王者。

## 来歴

### アマチュア時代
9歳でボクシングを始める。
2006年、全米選手権に出場するが準決勝で敗退。
2007年、全米選手権に出場するも準決勝で敗退。北京オリンピックの国内予選選考会に出場するもデメトリアス・アンドラーデに2度敗れ代表選出を逃した。

### プロ時代
北京オリンピック出場を逃したサーマンはゴールデンボーイ・プロモーションズと契約を交わし、2007年11月9日にプロデビューし、初回TKO勝ち。デビューから8試合連続初回KO勝利を記録。
2012年11月24日、カリフォルニア州オンタリオのシチズン・ビジネス・バンク ・アリーナで行われたNABO北米スーパーウェルター級王座決定戦で、元WBO世界ウェルター級王者カルロス・キンタナ（プエルトリコ）と対戦。初回にダウンを奪って先行し、4回2分19秒TKO勝ちを収め王座獲得に成功した。その後ウェルター級に転向。
2013年3月9日、バークレイズ・センターでWBOインターコンチネンタルウェルター級王者で元IBF世界ウェルター級王者ジャン・ザベック（スロベニア）と対戦。12回3-0（120-108×3）の判定勝ちを収め王座獲得に成功した。
2013年7月27日、AT&TセンターでWBA世界ウェルター級暫定王者ディエゴ・ガブリエル・チャベス（アルゼンチン）と対戦し、10回28秒KO勝ちを収め王座獲得に成功した。
2013年12月14日、アラモドームでWBA世界ウェルター級6位のヘスス・ソト・カラス（メキシコ）と対戦し、9回2分21秒TKO勝ちを収め初防衛に成功した。
2014年4月26日、スタブハブ・センター・テニスコートでWBA世界ウェルター級6位のフリオ・ディアス（メキシコ）と対戦し、ディアスが3回終了時に棄権したため2度目の防衛に成功した。
2014年12月13日、MGMグランド・ガーデン・アリーナでWBA世界ウェルター級4位のレオナルド・ブンドゥ（イタリア）と対戦し、12回3-0（120-107×3）の判定勝ちを収め3度目の防衛に成功した。
2015年1月9日、ゴールデンボーイ・プロモーションズからプロモート権を放棄され、同プロモーションから離脱した。
2015年1月17日、WBAはサーマンを暫定王者からレギュラー王者に認定した。
2015年3月7日、MGMグランド・ガーデン・アリーナでWBA世界ウェルター級4位のロバート・ゲレーロ（アメリカ）と対戦し、9回にダウンを奪い12回3-0（120-107、118-108、118-109）の判定勝ちを収め、4度目の防衛に成功した。NBCのプレミア・ボクシング・チャンピオンズで放送されたこの試合は340万人が視聴した。3月18日、サーマンはWBAの2015年2月度の月間優秀選手賞に選出された。
2015年7月11日、フロリダ州タンパのUSFサン・ドームでWBA世界ウェルター級15位のルイス・コラーゾ（アメリカ）と対戦し、コラーゾが7回終了時に棄権したため5度目の防衛に成功した。8月12日、サーマンはWBAの2015年7月度の月間MVPに選出された。
2015年12月、プレミア・ボクシング・チャンピオンズの2015年ファイター・オブ・イヤー（年間最優秀選手）に選ばれた。
2016年1月19日、フロイド・メイウェザー・ジュニアがスーパー王座を剥奪されたため、サーマンはレギュラー王者から正規王者に認定された。
2016年3月12日、元IBF世界ウェルター級王者のショーン・ポーター（アメリカ）と対戦する予定だったが、サーマンが交通事故に巻き込まれ怪我をしたため延期になった。
2016年5月19日、WBAがキース・サーマン対ショーン・ポーターの勝者は、5月28日に行われるダビッド・アバネシヤン対シェーン・モズリーの勝者と団体内王座統一戦を行うよう指令した。
2016年6月25日、バークレイズ・センターでWBA世界ウェルター級2位のショーン・ポーターと対戦し、12回3-0（115-113×3）の判定勝ちを収め、6度目の防衛に成功した。7月14日、WBAはサーマンを2016年6月度の月間MVPに選出した。同日、WBAはサーマンに対し、暫定王者のダビッド・アバネシヤンと団体内王座統一戦の対戦交渉を同日から開始し、同年8月13日までの30日以内に対戦交渉を締結させるよう指令を出した。
2017年2月7日、WBAはサーマンをレギュラー王者からスーパー王者に認定した。
2017年3月4日、バークレイズ・センターでWBC世界ウェルター級王者のダニー・ガルシア（アメリカ）と対戦し、12回2-1（116-112、115-113、113-115）の判定勝ちを収め王座統一に成功、WBA王座の7度目の防衛、WBC王座の獲得に成功した。この試合でサーマン、ガルシアそれぞれ200万ドル（2億3千万円）のファイトマネーを稼いだ。3月12日、WBCは2017年3月度の月間MVPにサーマンを選出した。3月17日、WBAはサーマンを2017年2月度の月間MVPに選出した。
2017年4月19日、石灰沈着と骨棘を取り除くために右肘の手術を受けた。
2018年3月31日、サーマンが左手を負傷したため、5月19日にバークレイズ・センターにて予定していた復帰戦を延期することが発表された。
2018年4月24日、WBC世界ウェルター級王座を返上した。
2019年1月26日、約2年ぶりの試合をバークレイズ・センターにてWBA世界ウェルター級10位のホセシート・ロペス（アメリカ）と対戦し、12回2-0（117-109、115-111、113-113）の判定勝ちを収め8度目の防衛に成功した。
2019年7月20日、MGMグランド・ガーデン・アリーナにてWBA世界ウェルター級レギュラー王者マニー・パッキャオ（フィリピン）と団体内王座統一戦を行い、12回1-2（114-113、112-115×2）の判定負けで9度目の防衛に失敗し、プロ初黒星を喫した。この試合でサーマンは250万ドル（約2億7千万円）、パッキャオは1000万ドル（約11億円）のファイトマネーを稼いだ。
2019年9月4日、左手の手術を受けた。数年前にサンドバッグを叩いてる時に痛めて以来ずっと調子が思わしくなく、ホセシート・ロペス戦、マニー・パッキャオ戦でも試合だけでなくキャンプの時からパンチを打つと痛みに悩まされたために手術に踏み切ったという。
2022年2月5日、約2年7カ月ぶりの試合をミケロブ・ウルトラ・アリーナで元WBA世界スーパーライト級王者マリオ・バリオスとWBC世界ウェルター級挑戦者決定戦を行い、エロール・スペンス・ジュニアへの挑戦権を懸けて対戦し、12回3-0（118-110×2、117-111）の判定勝ちを収めた。
2024年3月30日、ネバダ州ラスベガスのT-モバイル・アリーナでWBO世界スーパーウェルター級王者のティム・チューと155ポンド契約12回戦を行う予定だったが、サーマンが上腕二頭筋を負傷したため欠場となった。
2025年3月12日、約3年1カ月ぶりの試合をニューサウスウェールズ州シドニーのホーダーン・パビリオンでブロック・ジャービスと対戦し、3回2分19秒TKO勝ちを収め復帰戦を白星で飾り、試合後にサーマンは自身の負傷で流れたティム・チューとの対戦について「今のところ、どんな契約でも構わない。」と示した上で「ティム・チューとの契約はまだ決まっていない。言うのは簡単だし、話すのも簡単だ。彼は2敗している。勝利を収める必要がある。もしアメリカから素晴らしい契約が来たら、それにサインしないとは言えないし、チューに興味を持ち続けるだろう。でも、オーストラリアに来るのはとても楽しかった。オーストラリアでボクシングを広める素晴らしい仕事をしているノーリミット・ボクシングでパフォーマンスするのはとても楽しかった。彼らは、私のような実力のあるファイターが、国内の他のどのプロモーション会社よりも優れた試合を繰り広げ続けるのを喜んでいるだろう。もし私がより良いオファーを出さなければ、その点については交渉できる。」と語った。

## 人物・エピソード
- 親日家としてたびたび日本を訪れている[59]。
- 2017年6月30日、ネパール人女性とカトマンズで結婚式を挙げた。1年前にサーマンが休暇目的で日本を訪れた際に、六本木のラウンジのバーで働いていた女性をナンパしてから交際に発展していた[60][61]。

## 戦績
- プロボクシング：33戦 31勝 (23KO) 1敗 1無効試合

| 戦           | 日付           | 勝敗 | 時間     | 内容    | 対戦相手                         | 国籍           | 備考                                                                            |
| ------------ | -------------- | ---- | -------- | ------- | -------------------------------- | -------------- | ------------------------------------------------------------------------------- |
| 1            | 2007年11月9日  | ☆    | 1R 2:03  | TKO     | ケンスキー・ロドニー             | パナマ         | プロデビュー戦                                                                  |
| 2            | 2008年1月18日  | ☆    | 1R 0:22  | KO      | トラミアン・ボーン               | アメリカ合衆国 |                                                                                 |
| 3            | 2008年3月14日  | ☆    | 1R 1:08  | KO      | ブランドン・ブチャノン           | アメリカ合衆国 |                                                                                 |
| 4            | 2008年4月5日   | ☆    | 1R 1:31  | TKO     | カルロス・ペナ                   | アメリカ合衆国 |                                                                                 |
| 5            | 2008年5月9日   | ☆    | 1R 2:49  | KO      | ジェシー・デービス               | アメリカ合衆国 |                                                                                 |
| 6            | 2008年6月27日  | ☆    | 1R 2:34  | KO      | ジェイソン・ジョーダン           | アメリカ合衆国 |                                                                                 |
| 7            | 2008年8月15日  | ☆    | 1R 2:01  | KO      | オマール・ベル                   | ジャマイカ     |                                                                                 |
| 8            | 2008年11月7日  | ☆    | 1R 1:53  | TKO     | マーカス・ラック                 | アメリカ合衆国 |                                                                                 |
| 9            | 2009年4月4日   | －   | 1R 2:15  | NC      | フランシスコ・ガルシア           | メキシコ       |                                                                                 |
| 10           | 2009年6月26日  | ☆    | 3R 0:46  | TKO     | マーテゼ・ローガン               | アメリカ合衆国 |                                                                                 |
| 11           | 2009年8月14日  | ☆    | 2R 1:00  | TKO     | トラビス・ハートマン             | アメリカ合衆国 |                                                                                 |
| 12           | 2009年11月6日  | ☆    | 8R       | 判定3-0 | エドバン・ドス・サントス・バロス | ブラジル       |                                                                                 |
| 13           | 2009年11月28日 | ☆    | 2R 2:07  | TKO     | レオナルド・ロハス               | ペルー         |                                                                                 |
| 14           | 2010年7月23日  | ☆    | 2R 1:17  | KO      | スターリン・ロペス               | キューバ       |                                                                                 |
| 15           | 2010年9月18日  | ☆    | 3R 2:40  | KO      | クアンドレイ・ロバートソン       | アメリカ合衆国 |                                                                                 |
| 16           | 2010年11月27日 | ☆    | 4R 2:34  | TKO     | ファビオ・メディナ               | アメリカ合衆国 |                                                                                 |
| 17           | 2012年2月25日  | ☆    | 1R 2:50  | TKO     | クリストファー・フェルナンデス   | アメリカ合衆国 |                                                                                 |
| 18           | 2012年5月5日   | ☆    | 3R 0:25  | TKO     | ブランドン・ホスキンス           | アメリカ合衆国 |                                                                                 |
| 19           | 2012年7月21日  | ☆    | 6R 1:37  | TKO     | オルランド・ロラ                 | メキシコ       |                                                                                 |
| 20           | 2012年11月24日 | ☆    | 4R 2:19  | TKO     | カルロス・キンタナ               | プエルトリコ   | NABO北米スーパーウェルター級タイトルマッチ                                      |
| 21           | 2013年3月9日   | ☆    | 12R      | 判定3-0 | ジャン・ザベック                 | スロベニア     | WBOインターコンチネンタルウェルター級王座決定戦 WBO世界ウェルター級挑戦者決定戦 |
| 22           | 2013年7月27日  | ☆    | 10R 0:28 | KO      | ディエゴ・ガブリエル・チャベス   | アルゼンチン   | WBA暫定・世界ウェルター級タイトルマッチ                                         |
| 23           | 2013年12月14日 | ☆    | 9R 2:21  | TKO     | ヘスス・ソト・カラス             | メキシコ       | WBA暫定防衛1                                                                    |
| 24           | 2014年4月26日  | ☆    | 3R 終了  | TKO     | フリオ・ディアス                 | メキシコ       | WBA暫定防衛2                                                                    |
| 25           | 2014年12月13日 | ☆    | 12R      | 判定3-0 | レオナルド・バンドゥ             | イタリア       | WBA暫定防衛3→正規王座に認定                                                     |
| 26           | 2015年3月7日   | ☆    | 12R      | 判定3-0 | ロバート・ゲレーロ               | アメリカ合衆国 | WBA防衛4                                                                        |
| 27           | 2015年7月11日  | ☆    | 7R 終了  | TKO     | ルイス・コラーゾ                 | アメリカ合衆国 | WBA防衛5                                                                        |
| 28           | 2016年6月25日  | ☆    | 12R      | 判定3-0 | ショーン・ポーター               | アメリカ合衆国 | WBA防衛6                                                                        |
| 29           | 2017年3月4日   | ☆    | 12R      | 判定2-1 | ダニー・ガルシア                 | アメリカ合衆国 | WBA・WBC世界ウェルター級王座統一戦 WBA防衛7・WBC獲得                            |
| 30           | 2019年1月26日  | ☆    | 12R      | 判定2-0 | ホセシート・ロペス               | アメリカ合衆国 | WBA防衛8                                                                        |
| 31           | 2019年7月20日  | ★    | 12R      | 判定1-2 | マニー・パッキャオ               | フィリピン     | WBA世界ウェルター級王座統一戦 WBA陥落                                           |
| 32           | 2022年2月5日   | ☆    | 12R      | 判定3-0 | マリオ・バリオス                 | アメリカ合衆国 |                                                                                 |
| 33           | 2025年3月12日  | ☆    | 3R 2:19  | TKO     | ブロック・ジャービス             | オーストラリア |                                                                                 |
| 34           | 2025年10月18日 | -    | -        | -       | セバスチャン・フンドラ           | アメリカ合衆国 | WBC世界スーパーウェルター級タイトルマッチ 試合前                                |
| テンプレート |                |      |          |         |                                  |                |                                                                                 |

## 獲得タイトル
- NABO北米スーパーライト級王座
- WBOインターコンチネンタルウェルター級王座
- WBA世界ウェルター級暫定王座（防衛3=レギュラー王座に認定）
- WBA世界ウェルター級レギュラー王座（防衛2=正規王座に認定）
- WBA世界ウェルター級王座（防衛1=スーパー王座に認定）
- WBA世界ウェルター級スーパー王座（防衛2）
- WBC世界ウェルター級王座（防衛0=返上）

## ペイ・パー・ビュー売上げ
| 日付          | イベント                                | 売上げ | テレビ局 |
| ------------- | --------------------------------------- | ------ | -------- |
| 2019年7月20日 | マニー・パッキャオ vs. キース・サーマン | 50万件 | FOX      |
| 2022年2月5日  | キース・サーマン vs. マリオ・バリオス   | N/A    | FOX      |